# Rząd Somalii
Rząd Somalii (Rada Ministrów) – jeden z organów władzy wykonawczej Somalii; kolegialny centralny organ władzy państwowej. Obecny rząd został zaprzysiężony 2 sierpnia 2022.

## Skład rządu
| Funkcja                                                 | Imię i nazwisko                 |
| ------------------------------------------------------- | ------------------------------- |
| Premier                                                 | Hamza Abdi Barre                |
| Wicepremier                                             | Salah Jama                      |
| Minister spraw zagranicznych                            | Abszir Omar Huruse              |
| Minister spraw wewnętrznych i spraw federalnych         | Ahmed Moalim Fiqi               |
| Minister finansów                                       | Elmi Mohamoud Noor              |
| Minister obrony                                         | Abdulqaadir Mohamed Nuur        |
| Minister edukacji                                       | Farah Sheikh Abdulqadir         |
| Minister środowiska i zmian klimatu                     | Khadija Al-Makhzoumi            |
| Minister planowania, inwestycji i rozwoju ekonomicznego | Mohamoud Abdirahman Beena Beene |
| Minister portów i transportu morskiego                  | Jaamac Ilka Jiir                |
| Minister transportu lotniczego i lotnictwa              | Fardowsa Osman Dhore            |
| Minister poczty i telekomunikacji                       | Jama Hassan Khalif              |
| Minister hodowli                                        | Hassan Hussein Elaay            |
| Minister handlu i przemysłu                             | Jibril Abdirashid               |
| Minister robót publicznych i odbudowy                   | Ismail Sheikh Bashir            |
| Minister spraw religijnych                              | Mukhtar Robow Abu Mansoor       |
| Minister praw człowieka i kobiet                        | Khadija Mohamed Diriye          |
| Minister bezpieczeństwa wewnętrznego                    | Mohamoud Doodishe               |
| Minister rolnictwa                                      | Ahmed Madobe Nuunow             |
| Minister zdrowia i opieki społecznej                    | Ali Haji Adan                   |
| Minister rybołówstwa i zasobów morskich                 | Ahmed Hassan Adan               |
| Minister młodzieży i sportu                             | Mohamed Barre Mohamoud          |
| Minister informacji                                     | Daoud Aweys                     |
| Minister sprawiedliwości i konstytucji                  | Hassan Macallin                 |
| Minister pracy i spraw społecznych                      | Bihi Iman Cige                  |
| Minister energii i wody                                 | Jama Takal                      |
| Minister ropy naftowej i zasobów mineralnych            | Abdirizak Omar Mohamed          |